# Гребёнкин, Афанасий Давыдович
Афанасий Давыдович Гребёнкин (5 июля 1840 — 1888) — офицер Русской Императорской армии, полковник, кавалер ордена Святого Георгия 4-й степени.

## Военная карьера
Афанасий Гребёнкин ведёт своё происхождение из потомственных дворян Херсонской губернии. Военное образование он получил в Михайловском Воронежском кадетском корпусе и Михайловской артиллерийской академии, которую закончил в 1861 году. После академии он служил в Минском пехотном полку в звании штабс-капитана, затем в 1864 году получил звание обер-офицера 4-го Туркестанского линейного батальона. Позднее он стал управляющим канцелярии генерала Романовского, затем начальником Ура-Тюбинского района, и в 1866 году получил звание капитана. В 1869 году он был назначен делопроизводителем канцелярии начальника Зеравшанского округа, в 1870 году — поступил в распоряжение Туркестанского генерал-губернатора.
В этом же году он смог принять участие в Искандер-Кульской военно-научной экспедиции, которая занималась исследованием верховьев реки Зеравшан и рекогносцировкой проходов через хребет Кашгар-Даван. В 1872 году он был награждён Малой серебряной медалью Русского Географического общества.
В 1871 году ему было присвоено звание подполковника и поручена должность начальника Катты-Курганского отдела. В 1874 году он стал начальником Чимбайского участка Амударьинского отдела, после чего в 1876 году его определили в распоряжение Туркестанского генерал-губернатора. В 1877 году он стал командиром 44-го резервного батальона, а в 1880 году — командиром полка. В 1882 году он стал Бийским уездным воинским начальником. В 1887 году — отстранён от занимаемой должности и уволен в запас.
За время своей службы он принимал участие в туркестанских походах, был награждён орденом Святого Георгия 4-й степени и золотым оружием за храбрость. Неся службу в Туркестанском крае он имел возможность детально ознакомиться с обычаями, бытом и традициями народов Туркестана. Накопленные сведения позволили ему стать автором нескольких письменных материалов по этнографии Шахрисабзской и Зеравшанской долин.